# Мальчикова, Наталья Александровна
Наталья Александровна Мальчикова (5 июня 1975) — российская футболистка, полузащитница, тренер. Мастер спорта России.

## Биография
В качестве футболистки несколько лет выступала за тольяттинскую «Ладу» в высшем дивизионе России. Становилась серебряным (2002) и бронзовым (1996) призёром чемпионата страны. На время вернулась в команду в 2007 году, когда «Лада» опустилась во второй дивизион и стала его победителем. Также в ходе карьеры выступала за «Рязань-ВДВ», в 1998 году провела 3 матча и стала бронзовым призёром чемпионата России.
После окончания карьеры стала работать детским тренером в СДЮШОР № 12 города Тольятти. Работала тренером и главным тренером женской юниорской сборной Самарской области, приводила команду к победе в первенстве МРО «Приволжье», а в 2018 году в качестве второго тренера стала победительницей первенства России среди 15-летних. Также её воспитанницы становились бронзовыми призёрами юниорских первенств России и вызывались в юниорскую сборную страны. По состоянию на середину 2010-х годов также возглавляла взрослый состав «Лады», участвовавший тогда в соревнованиях регионального уровня.